# Pont aux Lions
Pour l’article homonyme, voir Pont aux Lions de Sofia.

Le pont aux Lions (Lviny most) est une passerelle piétonnière suspendue construite en 1826 à Saint-Pétersbourg par l'ingénieur badois Wilhelm von Traitteur et Basile Christianowicz. Le pont est célèbre pour ses quatre lions de fonte, de chaque côté des culées, dessinés par Pavel Sokolov. Il mesure 27,8 m de long sur 2,2 m de large et enjambe le canal Griboïedov. 

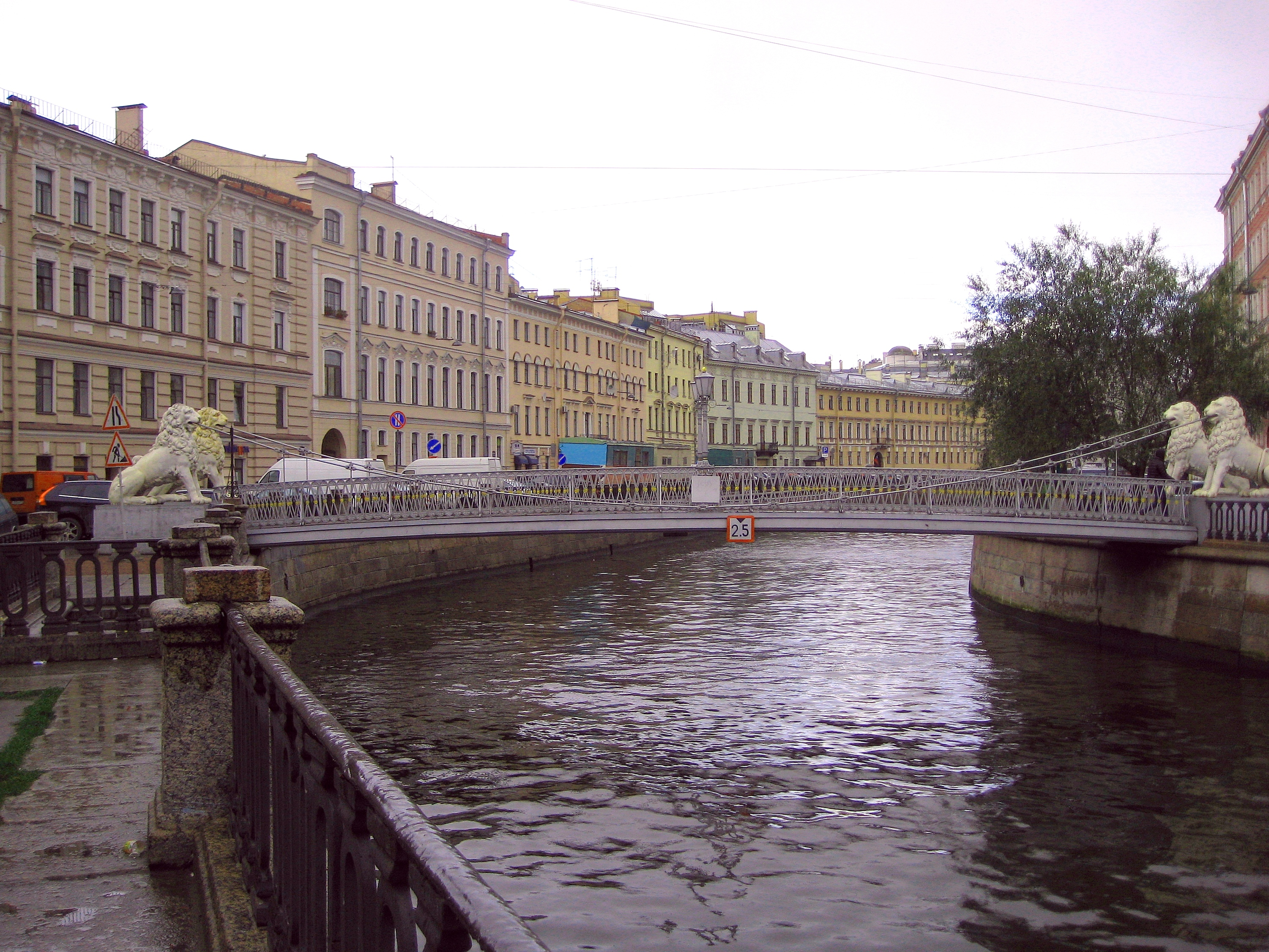
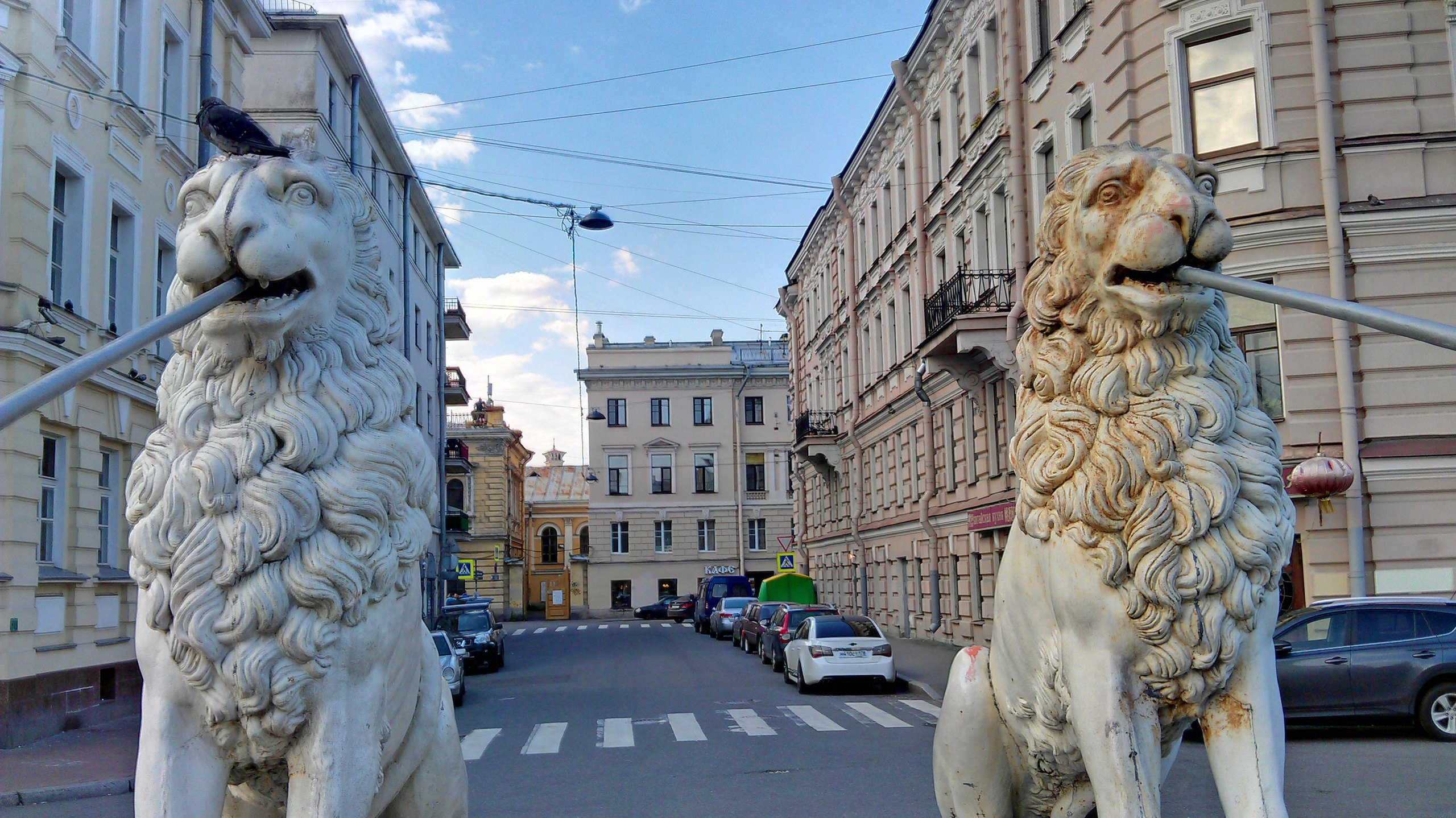
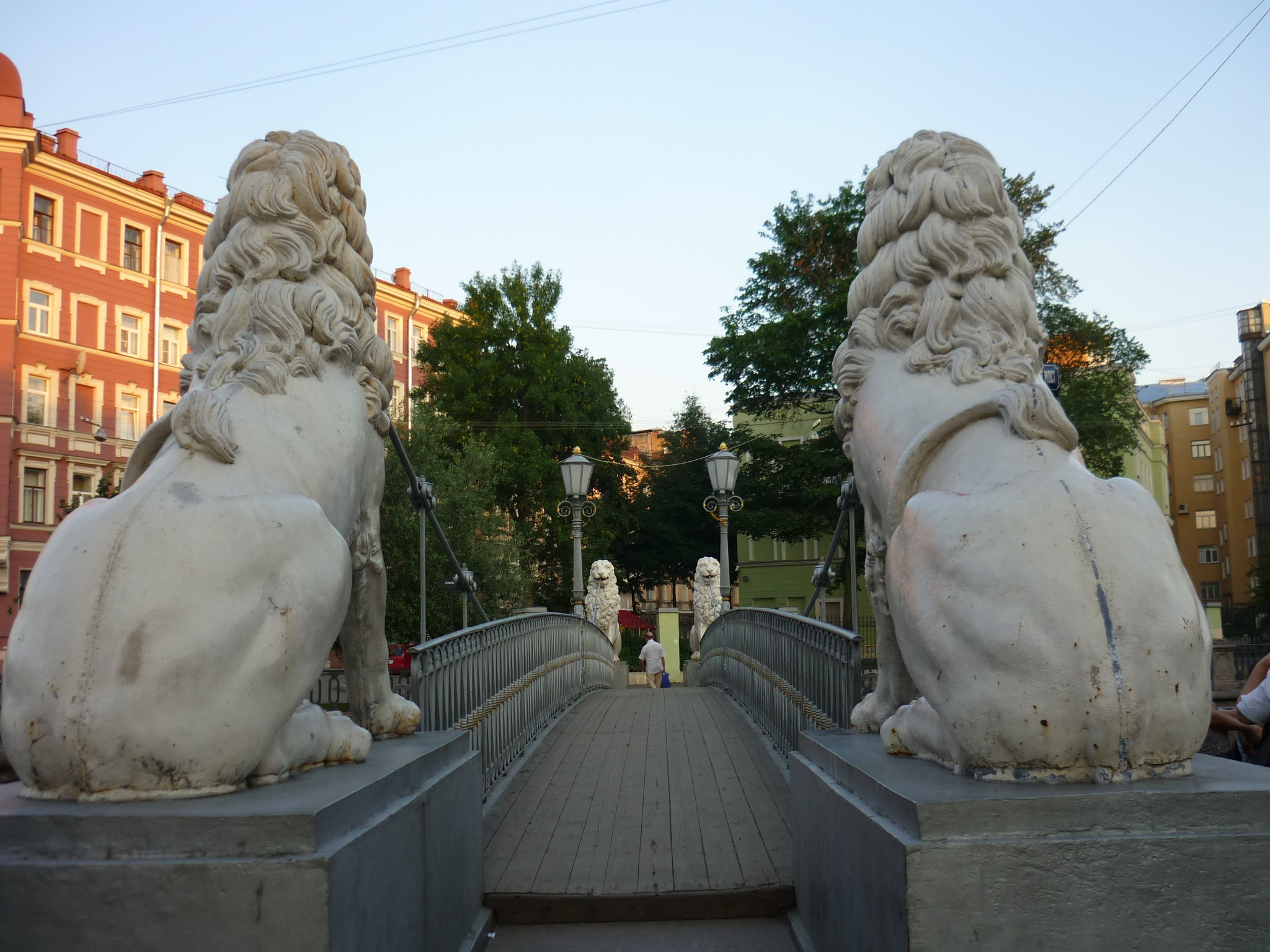
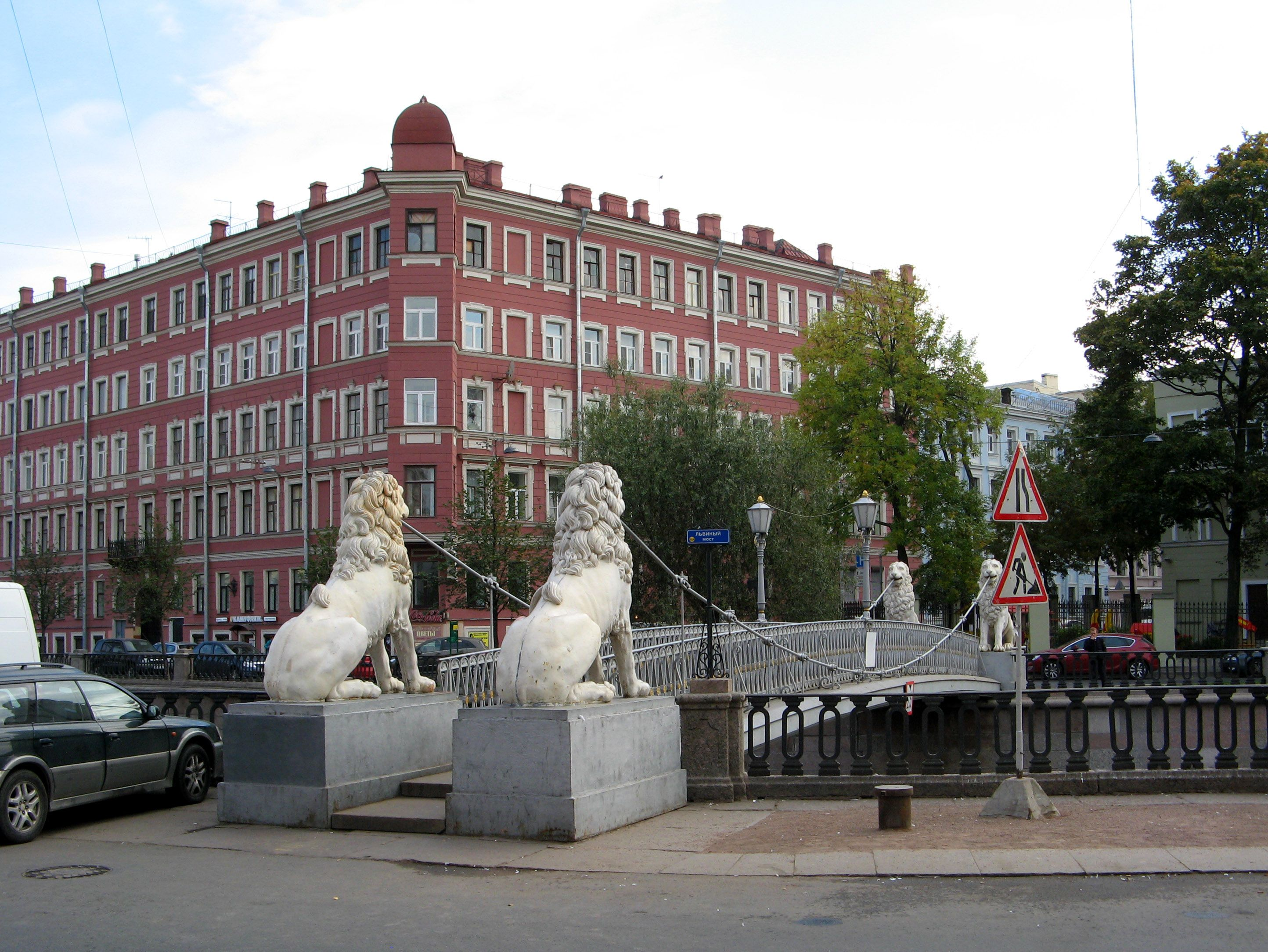
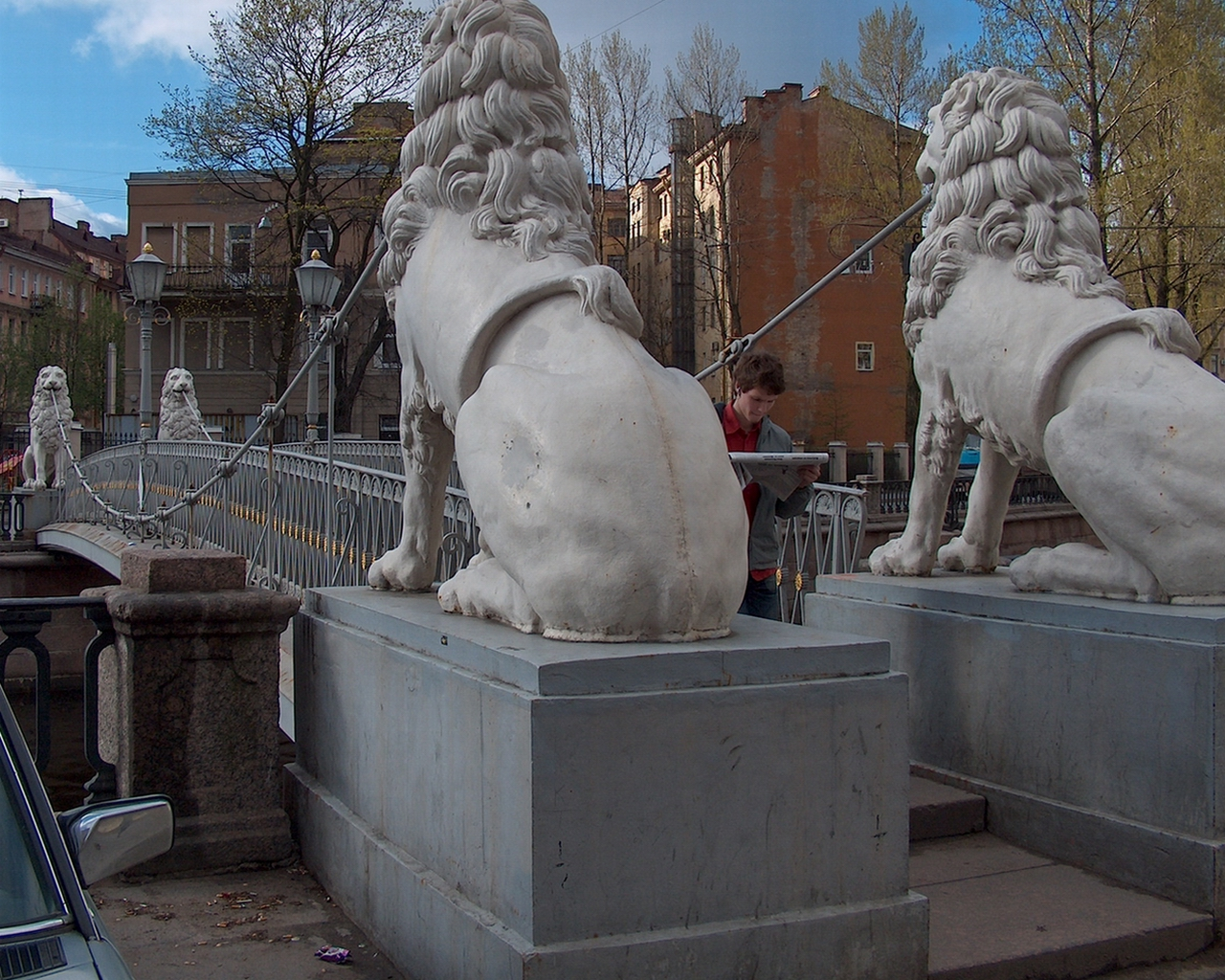